# 2022年6—7月澳門2019冠狀病毒病聚集性疫情相關經濟影響
2022年6－7月澳門2019冠狀病毒病聚集性疫情相關經濟影響是指2022年6月中旬至8月上旬在澳門爆發的2019冠狀病毒病聚集性疫情期間的相關經濟影響，其中推出《百億抗疫經援計劃》、動用超額財政儲備，而該輪疫情對澳門本地失業率、第二季度GDP和博彩總收入所造成的相對直接影響。

## 《2022年百億抗疫援助措施》
2022年6月19日，經濟財政司司長李偉農於防疫記招上公佈再推出合共100億元的七項經援措施，包括退還工商業活動場所房屋稅、豁免所有旅遊稅、退還營業車輛的車輛使用牌照稅、豁免或退還繳付行政准照及其相關費用、的士行業燃料補貼、推出新一輪《僱員、自由職業者及商號經營者援助款項計劃》、推出《企業銀行貸款特別利息補貼計劃》。推行以上措施的預算約100億澳門元，將立即啟動工作作出支援。另外，有關還息不還款措施，澳門金融管理局已通知有關金融商業機構將還款措施推延至2023年12月31日。

### 相關措施詳情
2022年7月3日，經濟財政司司長李偉農宣佈因應澳門疫情突發情況，迅速推出《2022年百億抗疫援助措施》。新一輪經援措施涵蓋5個方面共9項措施，包括：款項援助、就業支援、稅費減免、補貼及擴內需，預算支出超過100億澳門元。9項新措施為：（一）新一輪《僱員、自由職業者及商號經營者援助款項計劃》；(二) 優化《帶津培訓計劃》；（三）退還工商業場所房屋稅；（四）豁免所有場所旅遊稅；（五）豁免或退還行政准照費用；（六）退還營業車輛的車輛使用牌照稅；（七）企業銀行貸款特別利息補貼計劃；(八) 的士行業臨時補貼；（九）全城消費嘉年華。
2022年7月9日，經濟財政司司長李偉農被記者問及會否調整百億經援措施，他指2020年疫情開始起，該論疫情影響最大，存在不確定性情況最多。政府對企業及僱員方面的支援有預案，亦一路觀察 6月 19日至現時的變化，下一階段會做研判工作，亦會對經援措施作部分調整，以及部分補充，同大家共同抗疫及走出逆境，他希望市民要有信心。 現場有記者再三追問有關經援的調整方向，包括會否將百億抗疫經援改為全民現金分享等，惟李偉農未有進一步透露。

### 放寬經援設施資助範圍
2022年7月16日，政府放寬《百億經援》資助範圍， 經濟財政司司長李偉農表示，優化《僱員援助款項計劃》，由原來的兩年總收入不低於6,000元（澳門幣，下同）、不高於48萬元，現放寬至不超過60萬元，不設下限，合資格僱員每人獲1.5萬元的援助款項。此外，擴大措施受惠範圍，包括符合條件的失業人士。當局預計，8月上旬陸續落實各項支援方案。 同時再府再加碼經援措施，計劃在預算案中增加100億元援助款項，受惠人群包括老人、家庭主婦及兒童等。經濟財政司司長李偉農表示，政府於7月16日提交《修改〈2022年財政年度預算案〉》予立法會，其中包括兩部分的“百億”援助款項，目的是緊跟形勢，及時應對。預算案亦增加多100億元援助款項，除了應付疫情開支需求，亦涉及社會關心的普惠措施，受惠人群包括老人、家庭主婦及兒童等。條件成熟的部分會先公布，剩餘將持續聽取社會意見，適當時候將會對外公布。

### 新一輪《僱員、自由職業者及商號經營者援助款項計劃》
2022年7月21日以視像形式舉行的立法會全體會議上，經濟財政司司長李偉農在引介中介紹，有關新一輪《僱員、自由職業者及商號經營者援助款項計劃》的主要內容，涉及的開支預算為85.6億澳門元。李偉農表示，有關僱員援助款項計劃，向於2020及2021年度職業稅收益合計金額不超過60萬澳門元的職業稅第一組納稅人中的特區居民，發放每人1.5萬澳門元的援助款項。自由職業者援助款項計劃，向2021年度申報非盈利或盈利不超過24萬澳門元的職業稅第二組納稅人中的特區居民，按其申報的2019至2021年度平均營業成本的10%計算，發放每人最少1.5萬澳門元及最多30萬澳門元的援助款項。另外，亦向於2021年持有有效證照及從業的六類自由職業者中的特區居民，包括的士駕駛員、三輪車伕、小販及攤販、導遊、水上的士駕駛員及漁民，發放每人1萬元的援助款項。至於商號經營者援助款項計劃，向2021年度申報非盈利或盈利不超過60萬澳門元的所得補充稅納稅人，按其申報的2019至2021年度平均營業成本的10% 計算，發放每人最少3萬澳門元及最多50萬澳門元的援助款項。

### “還息不還本”措施延長一年
2022年7月22日，澳門銀行公會宣佈，疫情情對澳門各行各業、澳門居民帶來沉重的經濟影響。澳門銀行公會各會員銀行一直肩負社會責任，積極配合特區政府開展一系列金融紓困措施。考慮到新冠肺炎疫情對本地經濟民生的持續影響，並得到澳門金融管理局的支持及鼓勵，澳門的銀行在審慎風險管理的原則下，向受影響的客戶提供支持。
- 繼續允許以物業按揭分期付款的本地貸款客戶，包括本地公司、商戶和澳門居民，提供“還息但暫停還本”的安排，暫停償還本金的措施再次延長一年至2023年12月31日；而貸款期限可適當延長，合計不超過四年。
- 2021年10月推出為中小企業調整還款計劃，包括提供“還息但暫停還本”的措施，期限延長一年至2023年12月31日，而貸款期限可適當延長，合計不超過四年。[8]

### 《減輕因2022年疫情對僱員、自由職業者及商號經營者造成負面影響的援助款項計劃》
2022年7月29日，澳門特別行政區行政會完成對《減輕因2022年疫情對僱員、自由職業者及商號經營者造成負面影響的援助款項計劃》行政法規草案等三項抗疫援助計劃的討論。當中，有關援助款項將於8月17日起分批發放，受益對象為符合規定的本地僱員、自由職業者及商號經營者，惠及人數共約28萬人。澳門特別行政區政府財政局局長容光亮表示，當局於8月1日起將開放「簡易查詢系統」，供僱員查詢受惠資格；8月12日開放「詳細查詢系統」，供所有受益人士查詢；援助款項將於8月 17日透過銀行轉帳款項，並至29日開始分批派發劃線支票；如有合資格但未收到款項的受益人士，可於9月13日申請補發支票。援助計劃的發放對象包括符合規定的本地僱員、自由職業者及商號經營者。2020年及2021年兩年度內有工作收入但合計金額不超過60萬元的本地僱員，每人獲發放1.5萬元的援助款項；持有有效證照的從事七類特定行業（的士駕駛員、三輪車伕、小販及攤販、導遊、水上的士駕駛員、漁民及保險中介人）的本地自由職業者可每人獲發放1萬元的援助款項，屬職業稅第二組納稅人的自由職業者可按情況每人獲發放最少1.5萬元、最多3萬元的援助款項；商號經營者經營其商號於2021年度所得補充稅申報的營業結果的總和非為盈利或為盈利但金額不超過60萬元，可按情況每人獲發放最少3萬元、最多50萬元。

### 家居及企業商號水電費補貼措施
為紓緩疫情對民生和經濟的影響，特區政府早前公佈的“2022家居及企業商號水電費補貼措施”已於6月起實施。家居及企業商號用戶請留意發單月份為6月份的電費單以及7月份的水費單（第四期繳費通知單），水電費補貼會從發單月份所涉及的水電費開支中自動扣除。是次水電費補貼措施涉及預算開支13.26億元（澳門元，下同），約23萬戶住宅用戶及3萬多戶非住宅用戶可以受惠。
- 2022家居水電費補貼措施：水費補貼措施補貼住宅用戶本年7至12月發單月份所涉及的水費開支，每戶每月最高100元。電費補貼措施則補貼住宅用戶本年6至11月發單月份所涉及的電費開支，每戶每月最高300元，如連同現時實施的每戶每月最高200元的“住宅單位電費補貼計劃”計算，住宅用戶每戶每月最高可獲500元的電費補貼。
- 2022企業商號水電費補貼措施：水費補貼措施補貼非住宅用戶本年7至12月發單月份所涉及的水費開支，每戶每月最高500元。電費補貼措施則補貼非住宅用戶本年6至11月發單月份所涉及的電費開支，每戶每月最高3,000元。有關措施不適用於娛樂場、三星或以上酒店場所，以及政府部門的水電供應合約。

具體措施：補貼期為6個月，使用期為12個月。補貼期內當月未用罄的補貼額度可作累積，並於補貼期結束後的使用期內繼續使用。基於合理使用水電能源的考慮，補貼期結束後補貼金額的使用，仍然適用每月補貼上限的規定。

### 《減輕因2022年疫情對的士駕駛員造成負面影響的補貼計劃》
2022年8月5日，澳門特別行政區行政會完成討論《減輕因2022年疫情對的士駕駛員造成負面影響的補貼計劃》行政法規草案，預算約1650萬，計劃共有4200名的士司機受惠，當中有3000多名的士司機於8月透過自由職業援助計劃領取1萬元援助款項，他們可透過今次計劃於9月再領取2000元燃料補貼；剩下約800多名司機則可全數領取1.2萬元燃料補貼，作為百億七項經援措施的一部分。

## “靜止”所有賭場關閉 賭收大規模下趺

### 娛樂場因“靜止措施”關閉
在7月9日防疫記者會上，行政法務司司長張永春宣佈，由7月11日（下週一）零時至7月18日零時，澳門將會暫停所有從事工商業公司和場所的運作，但維持社會必要運作以及居民生活所需的公司或場所不會受到影響。張永春表示，所有工商場所關閉，包括娛樂場，但維持社會運作必須的水、電、電訊、公交服務等將維持特別服務，而市民維生必須的地方，包括街市、超市、餐廳、外賣業等亦維持服務。

### 六大博企賭場關閉致濠賭股急瀉
2022年7月11日，六間博企旗下賭場被下令關閉，接連有機構下調本澳今明兩年賭收預測。有機構更指，以目前計算，現金流較緊張的博企可支撐九個月，但若扣除競投賭牌的50億元，則只夠一個月，需向母公司股東求救。評級機構標準普爾日前發表的報告調低今年澳門賭收預測，由原本的相當於一九年的30-40%，調低為20-30%，即全年僅約585-877億澳門元。同時把明年博彩收入預測，由恢復至疫前80%以上，降為50-70%。摩根大通亦發表報告，預計7至8月賭收幾乎肯定接近○。假設在○收入下，金沙中國及澳博控股現金流僅可支持多九個月至明年3月加入賭牌競投的50億元現金資本限制後，金沙中國及澳博控股僅可支持營運多六個月及一個月，預計母公司股東將通過股東貸款為博企提供資金。綜合看，對整體流動性情況不太擔心。其中金沙中國於同日宣佈獲母企拉斯維加斯金沙集團貸款10億美元。六博企股價在7月11日香港股市交易日期間急跌，跌幅介乎4.9-8.1%。

### 評級機構下調澳門本地賭收預期
信貸評級機構標準普爾預期，澳門2022年整體賭收只有疫情前的兩至三成，比早前預期的三至四成低；而2023年賭收預期則下調至疫情前的五至七成，較早前預期的八成低，貴賓廳博彩總收入則維持弱勢。標普指出，由於目前整體澳門博彩總收入復蘇步伐較緩慢，預期今年將導致更大的現金消耗和更高槓桿率，由於明年澳門博彩總收入復蘇前景仍存在不確定性，預料信貸風險2024年仍無法重返降級門檻以下。特區政府早前通過《新博彩法》，並將六間博企的賭牌延長半年至2022年底。標普認為，由於澳門政府仍未落實新賭牌細節要求，對行業而言是比疫情更大的風險因素，假設當地政府因應市況，將今明兩年續牌成本降低，考慮到上述博企近年承諾的投資額，預料任何重大投資要求都有機會拉至更長時間才能夠完成。標普補充，目前博企在零博彩收入下仍有18至20個月流動資金，料整體澳門博彩總收入回復至疫情前水平的三成時，企業的EBITDA和營運成本才能收支平衡。 

### 大行預計7月澳門博彩總收入大趺9成9
2022年7月26日，經紀公司伯恩斯坦發表報告，儘管澳門賭場在7月23日踏入“鞏固期”起重新營業，但仍面臨接近零收入的環境，並且短期內看不到結束的跡象。因此，7月的博彩總收入不僅較2019年水平下降99%，並且如果澳門與內地之間若通關限制不放寬的話，可能會下降更多。

### 7月賭收按年大跌九成五
博彩監察協調局公布，7月博彩收入3.98億元（澳門元．下同），按年跌95.3%，按月則跌83.9%。今年首七個月，博彩收入266.68億元，按年減少53.6%。

## 動用超額儲備和增加抗疫開支

### 計劃再動用350多億元超額財政儲備
7月15日，澳門特別行政區政府第2度提出修改本年度財政預算案，計劃再動用超額儲備 351.57億元，若經立法會通過，本年度合共可使用的財政儲備合共727.47億元。澳門特別行政區行政會指出，近期本地疫情突趨嚴峻，預計下半年防疫抗疫開支大增，同時，為減輕新一波疫情對民生及經濟衝擊，政府已公布推出百億經援。另外，考慮到疫情發展具不確定性且變化迅速，有必要為防疫抗疫工作配置充足的公共財政資源，特區政府建議在一般綜合預算的“援助抗疫專項計劃”上登錄100億元開支預算，用於防疫所需的相應開支。

### 三年以來抗疫方面開支共動用1,678億元
7月16日疫情記者會上，經濟財政司司長李偉農表示，三年以來，政府在抗疫方面共動用1,678億元（澳門幣，下同）儲備款項。但他強調，縱使政府部門緊縮開支，但並沒有減少對居民的福利開支。有傳媒關注是次政府《修改〈2022年財政年度預算案〉》問題，經濟財政司司長李偉農表示，是次需調動351億元財政儲備，當中100億元針對是次疫情開支，其他支出用於支持疫下各部門開支。李偉農又指，本澳財政收入有八成來自博彩稅收，今年上半年有數個月份的收入較預期要少，政府需填充相關缺口，故是次修改預算案除涉及援助措施外，亦需要填充1至7月欠缺的稅收部分。 
7月21日，澳門立法會首次召開全體視像會議，通過以緊急程序審議修改2022年度財政預算案。經濟財政司司長李偉農透過視像引介法案時稱，政府計劃再動用超額儲備 351.57億元，包括填補2022年1月至7月的博彩特別稅公共財政收入缺口 145.6億元；實施百億規模援助措施涉及的減收公共財政收入及增加開支的95.1億元；應對防疫抗疫開支再登錄 100億元預算；餘款為各項防疫抗疫工作給付追加的開支預算，其中衛生局追加防疫醫療等開支 6億元、市政署追加防疫維生等開支2.8億元、旅遊基金追加租用醫觀酒店等開支4.5億元。而新一輪《僱員、自由職業者及商號經營者援助款項計劃》涉及開支預算85.6億元，推出多項特別稅務優惠措施。

## 訪澳入境旅客呈下趺
7月19日，統計暨普查局公佈6月份澳門旅客統計，因澳門社區出現感染個案後，珠澳口岸通關措施有所收緊，令當月入境旅客按月下跌36.6%至380,671人次，按年亦減少28.0%。不過夜旅客（199,881人次）及留宿旅客（180,790人次）同比分別下跌36.2%及15.9%。旅客平均逗留時間按年縮減0.1日至1.1日；留宿旅客的平均逗留時間（2.2日）減少0.7日，不過夜旅客（0.1日）則持平。按客源分析，中國內地旅客同比減少28.7%至336,488人次，其中個人遊旅客有134,981人次。大灣區珠三角九市旅客共247,905人次，珠海市佔47.3%。香港及台灣地區旅客分別有38,895人次及5,148人次。按入境渠道統計，當月經陸路入境的旅客共360,601人次，同比減少19.8%，當中經關閘口岸（272,754人次）及橫琴口岸（53,948人次）入境的分別佔75.6%及15.0%；經海路及空路入境的旅客分別有15,524人次及4,546人次。2022年上半年的入境旅客共3,465,107人次，按年減少11.8%；留宿旅客（1,284,281人次）下跌37.6%，不過夜旅客（2,180,826人次）則增加16.7%。旅客平均逗留1.2日，同比減少0.4日；不過夜旅客的平均逗留時間（0.1日）維持不變，留宿旅客（3.0日）則增加0.1日。

## 7月居民失業率再創新高
受疫情衝擊等多種因素影響，澳門最新一期失業率再創新高，本地居民失業率來到4.8%。失業率居高不下，與疫情導致通關措施反覆及博彩業轉型有關。據統計局近日發布的數據顯示，受新一輪疫情的影響，2022年4 月至6 月總體失業率為3.7%，澳門本地居民失業率為4.8%，較上一期（2022年3月至5月）分別上升0.3及0.4個百分點；就業不足率更是上升0.7個百分點至4.1%。澳門本地失業人數為1.39萬人，較上一期增加1,100人。尋找新工作的失業人口中，以失業前從事博彩及博彩中介業和建築業的佔多；另一方面，尋找第一份工的新增勞動力佔總失業人口比重上升0.4個百分點至7.0%。

## 第二季度GDP影響
2022年8月26日，澳门特区政府统计暨普查局表示2022年第二季度澳門生产总值按年下跌39.3%。

## 抗疫預算開支
2022年9月8日疫情新聞發佈會上，有記者問及關於2022年6－7月澳門2019冠狀病毒病聚集性疫情的相關開支，衛生局傳染病防控處處長梁亦好回應時公佈相關開支，當局在全民核檢、快測、口罩花費約6億元，僅包括全民核檢、派發的快測套裝、口罩的費用。至於其餘如隔離酒店等費用，仍然欠奉。旅遊局公共關係處處長藍同好在回應有關問題時指出，相關的費用將來會再作公佈。
在本輪疫情中，當局共開展14輪全民核酸檢測和不同區域和人群的重點區域、重點人群核酸檢測計劃；免費向每位市民派發了55個抗原快速檢測套裝和60個KN95口罩；確診、密接等人士免費入住隔離酒店等。梁亦好表示，以每個約5元的快測套裝以及 60個每個約 1元至1.5元的 KN95口罩，另外加上共進行的14輪全民核檢的費用，據初步掌握數據，總支出費用大概六億元。